# Smugljanka
Smugljanka ist ein russisches Kriegs-/Liebeslied aus der Zeit des Russischen Bürgerkrieges. 

## Geschichte
Das Lied, das von einer moldawischen Partisanin und ihrem Verehrer, der ebenfalls Partisan war, handelt, entstand in der Zeit des Russischen Bürgerkrieges. Nach dem Überfall der Wehrmacht auf die Sowjetunion im Jahr 1941 erhielt das Stück einen neuen Popularitätsschub, da die Partisanen in den von Nazi-Deutschland besetzten Gebieten der UdSSR als Volkshelden verehrt wurden. Außerhalb Russlands wurde das Lied durch den Kriegsfilm Nur alte Männer ziehen in die Schlacht bekannt.